# Maputo
Maputo (do 1976 Lourenço Marques) – stolica Mozambiku, położona w południowej części kraju i zarazem oddzielna prowincja. Maputo położone jest na zachodnim brzegu zatoki o tej samej nazwie, u ujścia rzeki Tembe. Zatoka jest długa na 95 km i szeroka na 30. U południowego krańca zatoki ma swoje ujście rzeka Maputo. W 2017 roku liczba ludności miasta wynosiła 1 080 277 osób.

## Historia
Miasto założone zostało pod koniec XVIII wieku pod nazwą Lourenço Marques, na cześć portugalskiego kupca, który odkrył te tereny w roku 1544. Dynamiczny rozwój miasta datuje się od 1895 roku, kiedy zostało połączone linią kolejową z Pretorią w Afryce Południowej. Największą stacją kolejową miasta jest Maputo. W 1907 roku Lourenço Marques zostało stolicą Portugalskiej Afryki Wschodniej. Po uzyskaniu przez ten kraj niepodległości nazwa miasta została zmieniona na Maputo.

## Gospodarka
Maputo to port nad Oceanem Indyjskim. Wokół nowoczesnej infrastruktury portowej skupia się życie gospodarcze miasta. Główne towary eksportowe przechodzące przez port w Maputo to węgiel, bawełna, cukier, chrom, sizal, kopra oraz drewno. W mieście wytwarzany jest cement, wyroby garncarskie, meble, buty, a także wyroby gumowe. W Maputo znajduje się również duży zakład wytopu aluminium.

## Oświata i kultura
W Maputo znajduje się Uniwersytet im. Eduardo Mondlanego i Biblioteka Narodowa Mozambiku. Do ciekawych obiektów należą muzeum historii Mozambiku, muzeum wojska, a także rzymskokatolicka katedra Matki Bożej Fatimskiej.

## Urodzeni w Maputo
- Afric Simone, muzyk
- Mariza, piosenkarka fado
- Eusébio, portugalski piłkarz

## Miasta partnerskie
- Lizbona, Portugalia
- Szanghaj, Chiny